# Großprüfening

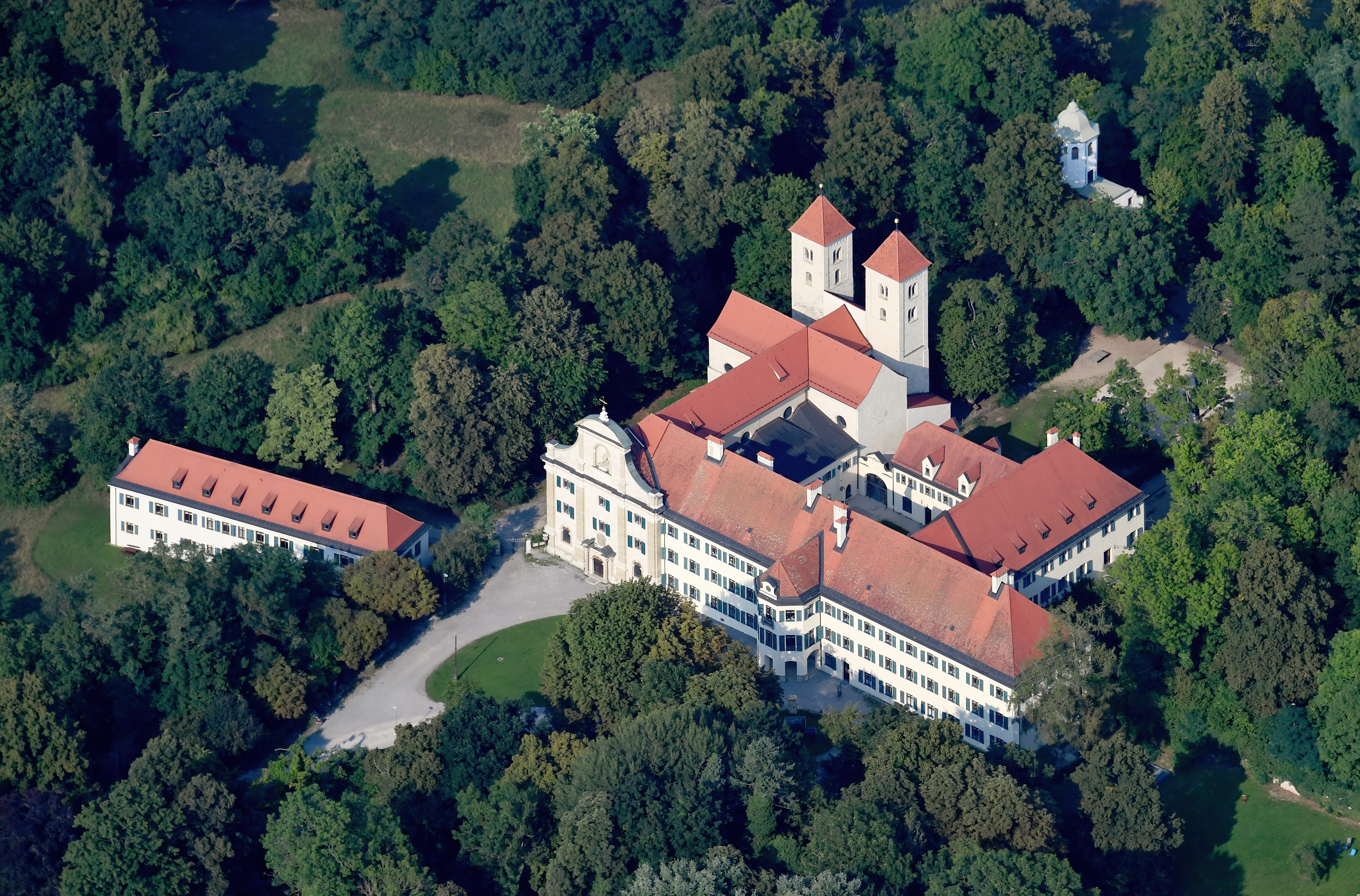
Kloster bzw. Schloss Prüfening

Großprüfening ist eine frühere Gemeinde im Landkreis Regensburg und gehört heute als Ortsteil zum Stadtbezirk 14 Großprüfening-Dechbetten-Königswiesen von Regensburg, der Hauptstadt des bayerischen Regierungsbezirks Oberpfalz. Der Ort Großprüfening liegt am Ufer der Donau auf der rechten Donauseite. Er hat noch deutlich dörflichen Charakter. Die Entstehung des Reihendorfes ist eng mit dem Kloster Prüfening verbunden, das 1803 säkularisiert wurde.

## Geschichte
Der Ortsname Prüfening ist wahrscheinlich römischen Ursprungs (von dem lat. Personennamen Probinus, der sich von probus „gerecht“ ableitet). Die Gegend wurde, wie Funde bezeugen, schon in der Jungsteinzeit sowie der Hallstattzeit und in den Keltenzeit besiedelt. Aus der römischen Zeit sind Funde eines Kastells und eines Lagerdorfes bezeugt. Fundgegenstände können im Römerpavillon am Kornweg besichtigt werden.

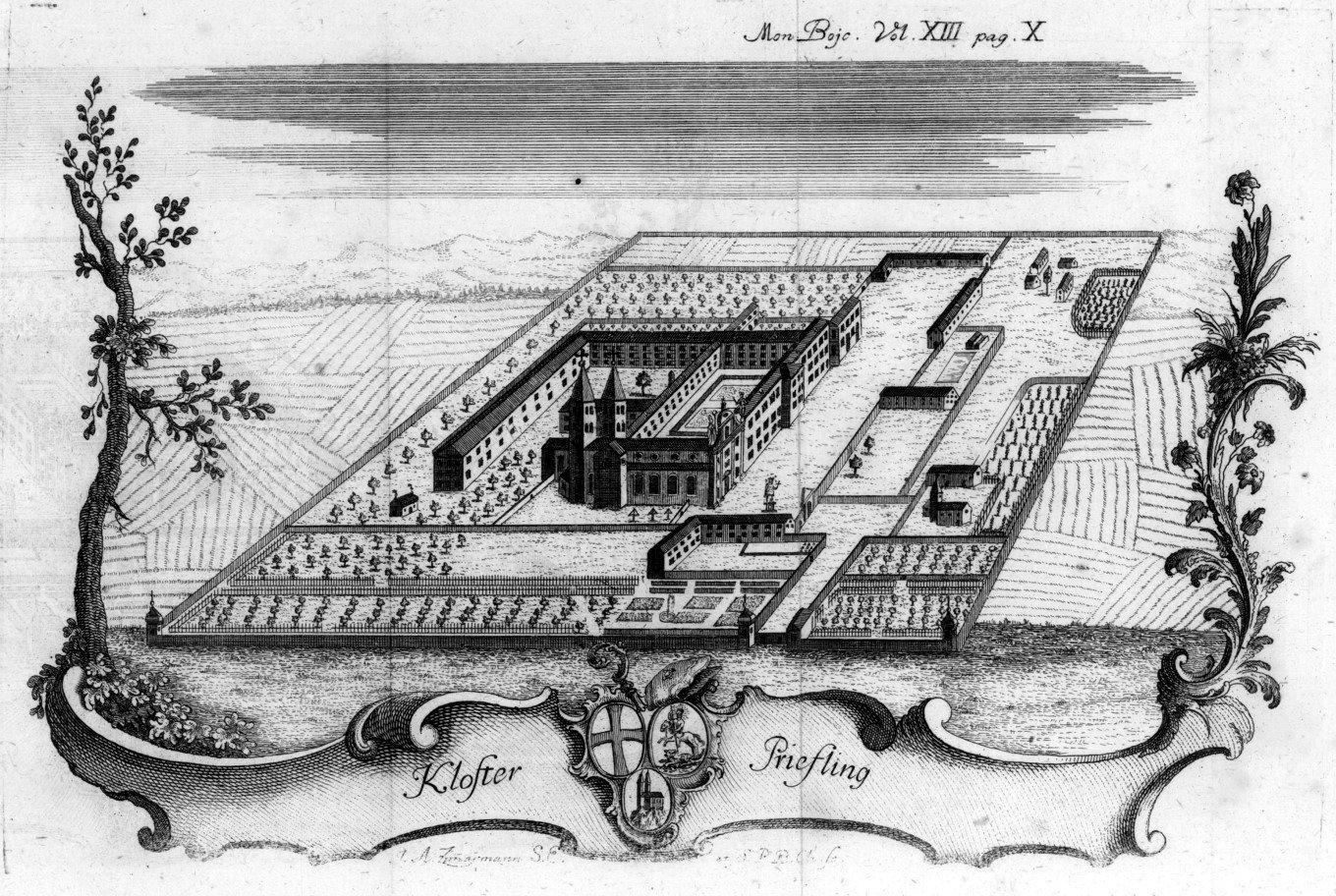
Kupferstich – Kloster Prüfening, 1778

Seit dem frühen Mittelalter besteht bei Großprüfening eine Fährverbindung über die Donau nach Kleinprüfening, die 1189 erstmals schriftlich erwähnt wurde. Das Überfuhrrecht lag beim Kloster Prüfening. Über diese Flussquerung lief auch der Fernhandel nach Nürnberg. Durch die Verlegung der Fernverkehrsstraße nach Nürnberg ans gegenüberliegende Donauufer verlor der Ort an wirtschaftlicher Bedeutung. Die Fähre gelangte 1803 durch Kauf in den Besitz der Prüfeninger Familien Hofmeister, Rieger und Stuhlfelder. Bis 1871 erwarb die Familie Hofmeister alle Anteile und betreibt die Fähre noch immer.
Mit dem Reichsdeputationshauptschluss von 1803 wurde das Kloster aufgelöst; der Ort fiel zunächst an das Fürstentum Regensburg Karl Theodor von Dalbergs und nur sieben Jahre später, 1810, an Bayern. Der frühere fürstliche Generalpostdirektor Alexander Freiherr von Vrints-Berberich, der das frühere Kloster Prüfening erworben und zum Schloss umgebaut hatte, stiftete 1814 das Ortsgericht Prüfening, welches aus dem Schloss, den Gemeinden Großprüfening und Dechbetten sowie dem Hof Königswiesen bestand. Mit der allgemeinen Aufhebung der Ortsgerichte 1818 wurde dieses an den Staat zurückgeführt. Ab 1818 gab es mit dem bayerischen Gemeindeedikt in der „Ruralgemeinde“ Großprüfening einen gewählten Gemeindevorsteher – später Bürgermeister genannt. Erster Vorsteher der Gemeinde war Mathias Bilmaier (Pielmayer). Im Zuge der Säkularisation wurden die zahlreichen Besitzungen des früheren Klosters verkauft und gelangten größtenteils in den Besitz diverser Prüfeninger Familien. Hierzu zählten, neben der Fähre, mehrere Herrenhäuser (Richterhaus, Mauthaus, Sommerkeller), das Forsthaus, die Schmiede, umfangreicher Grundbesitz, das Brauhaus und einzelne Häuser. Die kleine Filialkirche St. Anna aus dem Jahre 1488 sollte 1809 abgebrochen werden, die Prüfeninger Bürger konnten das Kirchengebäude jedoch für 200 Gulden von der staatlichen Klosterkommission erwerben.
Im Zuge der Koalititions- und Befreiungskriege waren zwischen 1810 und 1816 mehrfach österreichische und französische Soldaten in Prüfening und den umliegenden Gemeinden einquartiert, wodurch diesen und der Bevölkerung teilweise hohe finanzielle Schäden entstanden.
Ab der zweiten Hälfte des 19. Jahrhunderts entwickelte sich der Ort bei den Regensburger Bürgern zum beliebten Ausflugs- und Wanderziel sowie als Sommerfrische. Insbesondere an den Emmaustagen zählte die Gemeinde zu den am meisten besuchten Orten des Kreises Regensburg. Außerdem war Großprüfening, das von zahlreichen Nussbäumen umgeben war, als das Regensburger „Nussdorf“ bekannt. Von Bedeutung war auch der Anbau von Obst und Gemüse, das auf dem Regensburger Markt verkauft wurde.

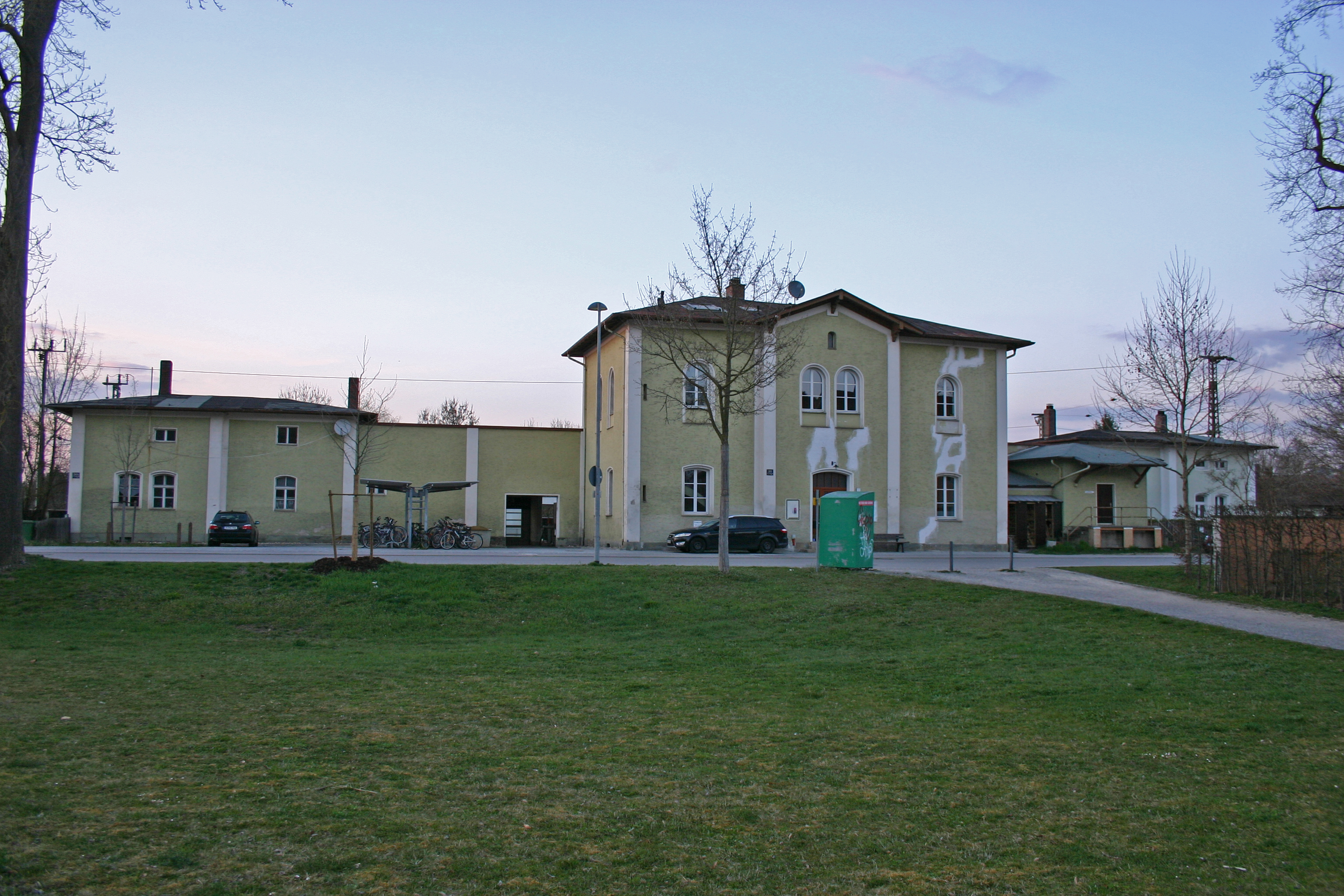
Der Bahnhof Regensburg-Prüfening

In diese Phase fallen auch zahlreiche infrastrukturelle Änderungen. Zwischen 1851 und 1861 wurden am rechten Donauufer bei Prüfening und Sinzing Uferschutzbauten errichtet. 1858 folgte der Bau einer Distriktsstraße von Regensburg über Großprüfening nach Sinzing in das Laabertal. Unter der knapp dreißigjährigen Amtszeit des Gemeindevorstehers und späteren Bürgermeisters Michael Hoferer, wurde der Ausbau der wichtigsten Verkehrsstraßen massiv vorangetrieben. In seine Amtszeit fällt auch der Bau der Eisenbahnstrecke von Nürnberg nach Regensburg sowie der Eisenbahnbrücke Mariaort und der Donaubrücke bei Prüfening. Hoferer erreichte, dass die Gemeinde einen eigenen Bahnhof erhielt und damit für Gäste aus nah und fern besser erschlossen wurde. Für die Gemeinde und die Bevölkerung brachte der Bau der Eisenbahn große Veränderungen, sowohl durch den Verkauf von Grundstücken als auch als künftiger Arbeitgeber. Die Neue Ingolstädter Zeitung schrieb nach der Fertigstellung des Bahngebäudes 1872: „Der Bahnhof bei Prüfening ist vollständig fertig, und in unserner Zeit werden Prüfening, Eichhofen und Etterzhausen, diese beliebten Vergnügungspunkte, den Sonntagsgästen durch das Dampfroß ohne jede Beschwerde erreichbar sein.“. Die Strecke wurde am 1. Juli 1873 offiziell eröffnet.
Ende April 1899 erwarb Fürst Albert von Thurn und Taxis Schloss Prüfening aus dem Besitz der Familie van Zuylen van Nyevelt. Das Schloss wurde aufwändig saniert, neu ausgestattet und diente der Familie als Sommerresidenz.  Die Familie prägte fortan die Geschichte der Gemeinde Großprüfening. Im Juni 1902 eröffnete der Fürst die vom Regensburger Rennverein initiiert Pferderennbahn. 1907 folgte, zusammen mit Bürgermeister Xaver Hoferer, die Eröffnung des neuerbauten Schützenhauses der Königlich priviligierten Hauptschützengesellschaft von 1442, unweit des fürstlichen Schlosses. Auf Schloss Prüfening waren mehrfach hochgestellte Persönlichkeiten zu Gast, unter anderem Kaiserin Elisabeth von Österreich-Ungarn, deren Schwester Helene mit Fürst Thurn und Taxis verheiratet war.

Letzter Bürgermeister der eigenständigen Gemeinde Großprüfening war der Landwirt Otto Röhrl. Am 1. April 1938 wurden die Gemeinden Großprüfening und Dechbetten mit Königswiesen in die Stadt Regensburg eingemeindet. Der Stadtbezirk 14 Großprüfening-Dechbetten-Königswiesen hat eine Fläche von 3,51 km² und 7.920 Einwohner. Unterbezirke sind Königswiesen-Nord und Dechbetten-Großprüfening. 

### Gemeindevorsteher und Bürgermeister
- 1818: Mathias Bilmaier
- 1820: Johann Massinger
- 1825: Mathias Weigert
- 1834/1838: Johann Bilmaier (Bilmayr)
- 1849: Biersack
- 1862–1888: Michael Hoferer
- 1888–1894: Georg Fahrübel
- 1894–1901: Michael Röhrl
- 1901–1923: Franz Xaver Hoferer
- 1923–1929: Karl Biersack
- 1929–1938: Otto Röhrl

## Sehenswürdigkeiten
- St.-Anna-Kirche, mit drei spätgotischen Flügelaltären
- Klosterkirche St. Georg, in Prüfening (Klosterprüfening), Filialkirche von St. Bonifaz
- St.-Andreas-Kirche, romanische Kirche in Prüfening
- Schloss Prüfening, aus dem Kloster Prüfening entstanden, heute eine Montessori-Grund- und Hauptschule

## Persönlichkeiten
- Erminold, Erster Abt des Klosters Prüfening 1114–1121, ermordet
- Wolfger von Prüfening (gest. nach 1173), Mönch
- Georg Anton Machein (1685–1739), Bildhauer und Holzschnitzer
- Franz Anton Ney (Neu) († 1758), Bildhauer und Stuckateur
- Marianus Königsperger (~1708–1769), Mönch, Komponist und Organist
- Petrus Gerl (1718–1781), Abt des Klosters Prüfening 1756–1781, Abtpräsides der Bayerischen Benediktinerkongregation
- Martin Pronath (1738–1790), Abt des Klosters Prüfening 1781–1790
- Rupert Kornmann (1757–1817), Abt des Klosters Prüfening 1790–1803 (letzter Abt des Klosters)
- Max Schönleutner (1778–1831), deutscher Agrarwissenschaftler. Beigesetzt in Hochmutting bei München
- Michael Hoferer (1820–1894), Schmiedemeister und langjähriger Bürgermeister von Großprüfening. Hauptverantwortlicher für den Eisenbahnanschluss von Prüfening an die bayerische Ostbahn
- Johann Baptist Hoferer (1860–1936), Schmiedemeister und Lokalpolitiker in Pettendorf
- Pater Emmeram von Thurn und Taxis (1902–1994), Benediktiner
- Maria Emanuel Markgraf von Meißen (1926–2012), von 1968 bis zu seinem Tode Oberhaupt des ehemals königlich sächsischen Hauses Wettin Albertinische Linie, geboren im Schloss Prüfening
- Heinrich „Heiner“ Glas (* 1942) Bildhauer, Zeichner und Installationskünstler